# Фастида
Фастида (Fastida, бл. 250 р.) — король гепідів в середині 3 століття.
Під час кризи Римської імперії (235—284/285), близько 250 року король гепідів Фастида форсував Віслу і пішов зі своїм військом на південь.
Напав й розбив племена бургундів і пройшов Північний Семигород.
Потім зустрівся з готами на Чорному морі. Його війна проти вестготів зазнала поразки, і була описана в De Origine Actibusque Getarum від Йордану. Він був першим королем гепідів, чиє ім'я зберіглось.